# Берёза тяньшанская
Берёза тяньша́нская (лат. Betula tianschanica) — вид растений рода Берёза (Betula) семейства Берёзовые (Betulaceae). По современной классификации в состав вида включены ранее самостоятельные таксоны Берёза алайская, Betula dolicholepis, Берёза киргизская, Берёза Коржинского, Берёза памирская, Берёза кривая, Берёза Сапожникова, Берёза туркестанская и другие.

## Распространение и экология
В природе ареал вида охватывает Центральную Азию — Киргизия, Таджикистан и Китай (Синьцзян-Уйгурский автономный район).
Произрастает в субальпийском поясе гор.

## Ботаническое описание
Дерево высотой около 2 м с розоватой корой.
Листья яйцевидные или узкояйцевидные, почти ромбовидно-овальные, длиной 4 см, шириной 2,5 см, заострённые, с широко-клиновидным основанием, голые, цельнокрайные, по краю крупно неправильно-пильчатые, на черешках длиной 1 см.
Пестичные серёжки прямые, длиной 1,8 см, диаметром 0,7 см, на слегка опушённых ножках длиной 3—4 мм. Прицветные чешуйки длиной около 5,5 мм, по краю только слабо ресничатые, средняя лопасть линейная, боковые — восходящие, закруглённые, значительно короче средней.
Орешек яйцевидный, длиной 2 мм, у основания столбика немного опушённый. Крылья равны по ширине орешку или немного уже.

## Классификация

### Таксономия[1]
Betula tianschanica Rupr., 1869, Sert. Tiansch. : 72
Вид Берёза тяньшанская относится к роду Берёза (Betula) семейства Берёзовые (Betulaceae) порядка Букоцветные (Fagales). Кладограмма в соответствии с Системой APG IV по состоянию на июнь 2023 года:
|  |                                      |  |                                   |                                   |                     |  | ещё 6 семейств | ещё 6 семейств |                        |  |                         |  | еще 88 подтвержденных видов и 81 таксон, ожидающих подтверждения | еще 88 подтвержденных видов и 81 таксон, ожидающих подтверждения |  |
|  |                                      |  |                                   |                                   |                     |  | ещё 6 семейств | ещё 6 семейств |                        |  |                         |  | еще 88 подтвержденных видов и 81 таксон, ожидающих подтверждения | еще 88 подтвержденных видов и 81 таксон, ожидающих подтверждения |  |
|  |                                      |  |                                   | порядок Букоцветные               |                     |  |                |                | род Берёза             |  |                         |  |                                                                  |                                                                  |  |
|  |                                      |  |                                   | порядок Букоцветные               |                     |  |                |                | род Берёза             |  | 2 внутривидовых таксона |  |                                                                  |                                                                  |  |
|  | отдел Цветковые, или Покрытосеменные |  |                                   |                                   | семейство Берёзовые |  |                |                | вид Берёза тяньшанская |  |                         |  |                                                                  |                                                                  |  |
|  | отдел Цветковые, или Покрытосеменные |  |                                   |                                   |                     |  |                |                |                        |  |                         |  |                                                                  |                                                                  |  |
|  |                                      |  | ещё 63 порядка цветковых растений | ещё 63 порядка цветковых растений |                     |  |                | ещё 5 родов    | ещё 5 родов            |  |                         |  |                                                                  |                                                                  |  |
|  |                                      |  |                                   | ещё 63 порядка цветковых растений |                     |  |                |                | ещё 5 родов            |  |                         |  |                                                                  |                                                                  |  |

### Внутривидовые таксоны
- Betula procurva subsp. lipskyi (V.N.Vassil.) Ovcz.
- Betula procurva subsp. schugnanica (B.Fedtsch.) Ovcz.

### Синонимы
- Betula alajica  Litv.  — Берёза алайская
- Betula alatavica  Musch.
- Betula alatavica  Muscheg.
- Betula alba var. microphylla  Regel
- Betula bornmuelleri  V.N.Vassil.
- Betula bucharica  V.N.Vassil.
- Betula crassijulis  Musch.
- Betula crassijulis  Muscheg.
- Betula darvasica  Ovcz., Czukav.  &  Schibk.
- Betula dolicholepis  Ovcz., Czukav.  &  Schibk.
- Betula hissarica  V.N.Vassil.
- Betula jarmolenkoana  Golosk.
- Betula kirghisorum  Sawicz  — Берёза киргизская
- Betula korshinskyi  Litv.  — Берёза Коржинского
- Betula lipskyi  V.N.Vassil.
- Betula margusarica  V.N.Vassil.
- Betula murgabica  V.N.Vassil.
- Betula ovczinnikovii  V.N.Vassil.
- Betula pamirica  Litv.  — Берёза памирская
- Betula procurva  Litv.  —  Берёза кривая
- Betula procurva subsp. procurva  –
- Betula pseudoalafica  V.N.Vassil.
- Betula pseudoalajica  V.N.Vassil.
- Betula pubentissima  V.N.Vassil.
- Betula pubescens var. songarica  Regel
- Betula regeliana  V.N.Vassil.
- Betula saposhnikovii  Sukaczev  — Берёза Сапожникова
- Betula saposhnikovii subsp. jarmolenkoana  (Golosk.)  Ovcz.  &  Czukav.
- Betula saposhnikovii subsp. murgabica  (V.N.Vassil.)  Ovcz.  &  Czukav.
- Betula schugnanica  Litv.
- Betula seravschanica  V.N.Vassil.
- Betula stenolepis  V.N.Vassil.
- Betula tadzhikistanica  V.N.Vassil.
- Betula tianschanica subsp. margusarica  (V.N.Vassil.)  Ovcz.
- Betula turkestanica  Litv.  — Берёза туркестанская
- Betula tuturinii  V.N.Vassil.